# Sabiha Gökçen
Sabiha Gökçen (Bursa, 21 de març de 1913 - Ankara, 22 de març de 2001) és una de les primeres aviadores turques i una de les primeres dones del món a participar en una operació de bombardeig aèri com a pilot. Va ser filla adoptiva de Mustafa Kemal Atatürk, el fundador i primer president de Turquia.

## Vida i carrera
Sabiha Gökçen va néixer a Bursa, en temps otomans. El seu pare és Hafız Mustafa İzzet Efendi i la seva mare Hayriye Hanım, una bosniaca, la segona esposa del seu pare. Va créixer a la casa amb el seu germà gran, Neşet, un comerciant, i les seues germanes grans, Nafia i Saime. Només Saime comparteix la mateixa mare amb Sabiha. Segons Nevin Arıkan, esposa d'un ministre del govern turc, Vural Arıkan, ella i Sabiha eren familiars i les dues families eren d'origen bosniac. Els pares de Sabiha moriren quan ella era petita. Mustafa Kemal Atatürk, en una visita a Bursa el 1925, va conèixer Sabiha i amb permís del seu germà gran va adoptar-la com a filla seva (en turc: manevi kızı / filla espiritual) i Sabiha seguí la vida a Ankara, a la casa presidencial, Çankaya Köşkü. Va anar a una escola a Çankaya amb les altres nenes que Atatürk va adoptar, Rukiye i Zehra. Després va seguir la seva educació secundària a Istanbul, a l'institut per a noies Amerikan Kız Koleji d'Üsküdar.
Va aprendre a volar, primerament amb planejadors, a l'escola d'aviació Türkkuşu (Ocell turc), fundada el 3 de maig de 1935 a Ankara, on va ser instructora de vol per a altres dones turques fins al 1955, i també fa cursos d'aprenentatge a la Unió Soviètica. Va deixar de volar el 1966. L'estiu de 1937 Gökçen va participar en el bombardeig d'uns revolts a Tunceli (en aquests temps Dersim) i la prensa d'Istanbul la va anomenar "amazona turca".
Durant la reforma de la llei de cognoms, part de la revolució turca, va adoptar el cognom Gökçen. Segons les seues memories, va prendre aquesta decisió juntament amb Atatürk; Gökçen vol dir «persona bella, simpàtica», segons el diccionari de noms de l'Associació turca de la llengua. (Gök significa «ce»l, en turc).
Sabiha Gökçen va publicar les seves memòries en un llibre amb el nom d'Atatürk'ün İzinde Bir Ömür Böyle Geçti (Una vida en les empremtes d'Atatürk), el 1982, editat per Oktay Verel.
Gökçen va tenir una filla adoptiva, també anomenada Sabiha, que va casar-se i prengué el cognom Özogan. Sabiha Gökçen mor a Ankara, un dia després del seu 88è aniversari de naixement, el 22 de març de 2001.
El 2004, tres anys després de la seva mort, l'origen ètnic de Sabiha Gökçen va ser objecte d'especulació. Hripsime Sebilciyan, una ciutadana d'Armènia, va reclamar que Sabiha era d'origen armeni, òrfena dels esdeveniments de 1915, i el director del diari Agos, Hrant Dink, ho va publicar. L'oficina de premsa del Cap d'Estat Major turc va respondre amb una declaració pública que "Sabiha Gökçen és la primera aviadora de guerra turca i com a tal un símbol del lloc de la dona en la societat turca i fer una discussió al voltant d'élla no contribueix a la integració nacional i la pau social." El comunicat també va accentuar que el nacionalisme d'Atatürk no considera diferències ètniques o religioses i que segons la Constitució de Turquia tots els ciutadans del país són turcs sense distinció".

## Reconeixement
Un dels dos aeroports internacionals d'Istanbul porta el nom de Sabiha Gökçen. (L'altre s'anomena Atatürk.)

## Galeria d'imatges

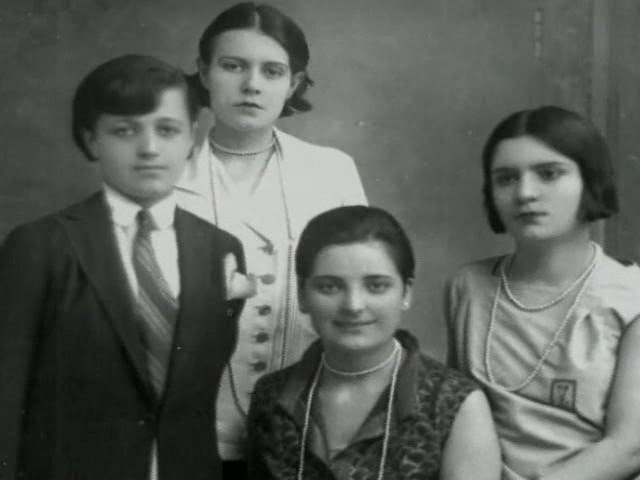
Sabiha (darrera, roba blanca) amb les seves germanes adoptives: Rukiye, Afet i Zehra
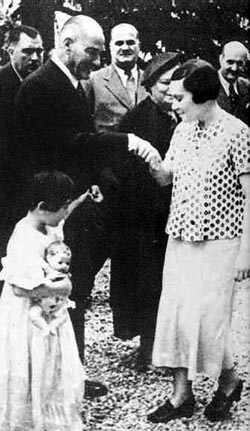
Sabiha salutant Mustafa Kemal, c. 1936-37. Atatürk pren la mà d'una altra de les seues filles
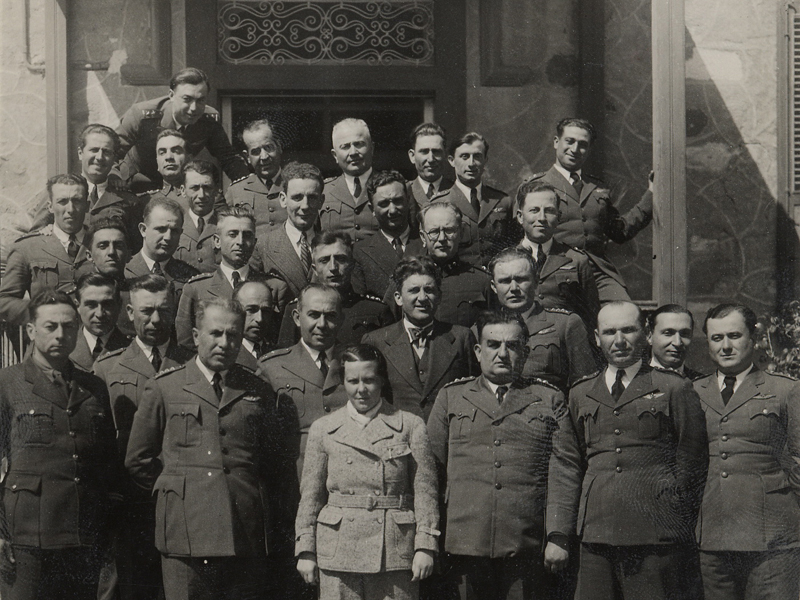
Sabiha Gökçen a l'escola d'aviació amb companys turcs militars
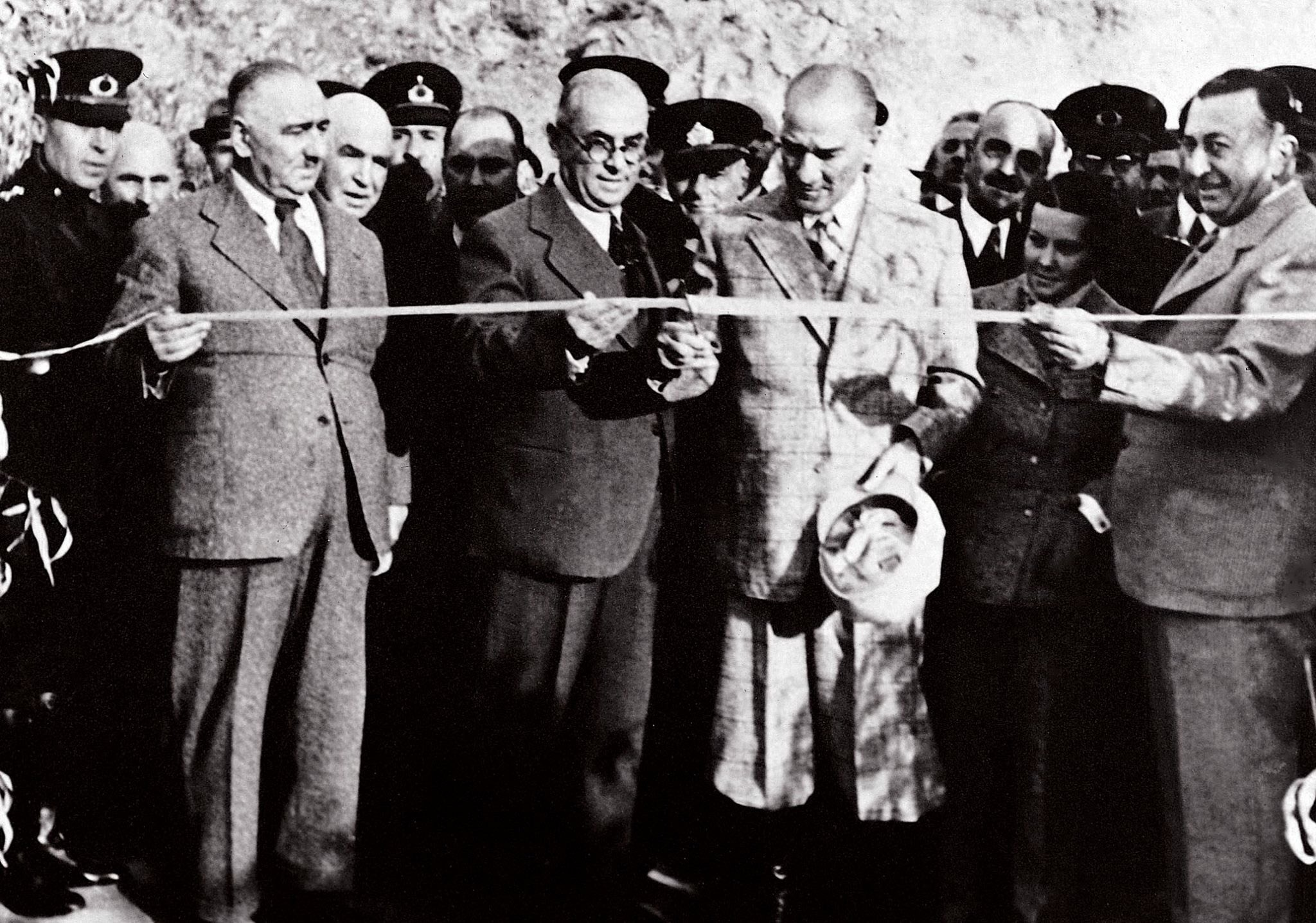
Amb Atatürk, a la cerimònia d'inauguració d'un pont a Tunceli, 1937
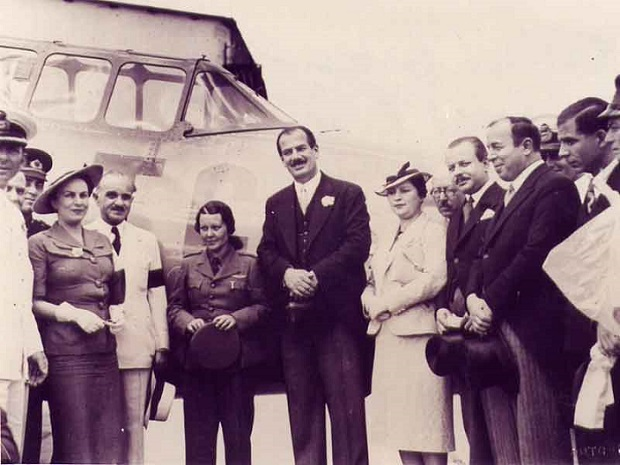
Atenes, maig de 1938, amb l'ambaixador turc, durant la seva gira aèria dels Balcans (pilotant sola)
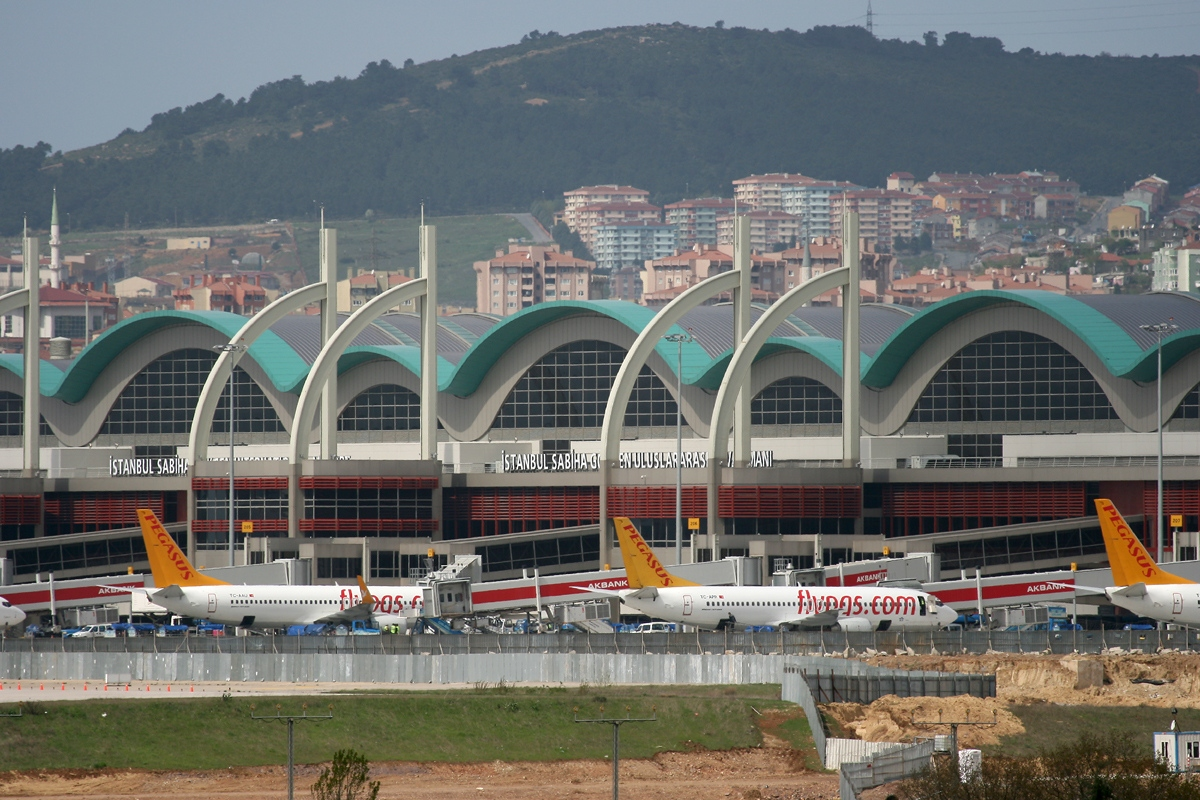
Aeroport Internacional Sabiha Gökçen a Pendik, Istanbul